# 弯芒乱子草
弯芒乱子草（学名：Muhlenbergia curviaristata），为禾本科乱子草属下的一个植物种。